# Nicolas-Antoine Bergiron de Briou
Nicolas-Antoine Bergiron de Briou, seigneur du Fort-Michon, aussi appelé Nicolas-Antoine Bergiron de Briou du Fort-Michon, né le 12 décembre 1690 à Lyon et mort le 9 janvier 1768 à Belleville-sur-Saône, est un académicien, collectionneur, copiste, chanteur et compositeur français de la période baroque.

## Biographie
Il fonde en 1713 avec Jean-Pierre Christin l'Académie des beaux-arts de Lyon, qui fusionne en 1758 avec l'Académie des sciences et belles-lettres pour donner l'Académie des sciences, belles-lettres et arts de Lyon. L'Académie organise notamment des séances de musique hebdomadaire et constitue une bibliothèque musicale, dont Bergiron et Christin sont les bibliothécaires officiels, puis perpétuels à compter de 1746. Il est licencié en droit de l'université de Paris en 1715 et exerce par la suite la profession d'avocat. Il épouse le 7 avril 1722 Jeanne Dethibault Depierreux Denuiselle, qui décède la même année, et se remarie le 23 avril 1754 avec Françoise Courtois. 
Bergiron acquiert en tant que bibliothécaire de l'Académie de nombreux manuscrits, et produit également des copies manuscrites : il est le copiste d'un grand nombre d'œuvres de Jean-Philippe Rameau conservées par la Bibliothèque nationale de France, et de Michel-Richard de Lalande conservées par la Bibliothèque municipale de Versailles. Bergiron est également le maître de musique de l'Académie, chanteur lui-même, et est une personnalité importante de la vie musicale lyonnaise et française à l'époque.
En 1739, il prend la direction musicale de l'Académie royale de musique de Lyon, qui donne des opéras, bals et concerts spirituels. 
Enfin, il compose de nombreuses œuvres : cantates, motets, opéras, divertissements. Son Pentézilée a été interprété en 2023 par le Centre de musique baroque de Versailles.

## Œuvres
- Impromptu, divertissement pour le maréchal de Villeroy
- La Fête de l'amour
- Pentézilée